# Nemopalpus mopani
Nemopalpus mopani är en tvåvingeart som beskrevs av Leon 1950. Nemopalpus mopani ingår i släktet Nemopalpus och familjen fjärilsmyggor. Inga underarter finns listade i Catalogue of Life.